# 5 pal' peso
5 pal' peso es una película de Argentina filmada en colores dirigida por Raúl Perrone sobre su propio guion escrito en colaboración con Roberto Barandalla que se estrenó el 3 de diciembre de 1998 y que tuvo como actores principales a Campi,  Valentina Bassi, Adrián Otero e Iván Noble.
Es la primera película del director que llegó a un estreno convencional.

## Sinopsis
Un grupo de jóvenes de Ituzaingó, deambulan por calles, pizzerías y salones de pool, sobreviven y pelean sin salir de su localidad.

## Reparto
- Campi
- Mauro Altschuler
- Valentina Bassi
- Micaela Abidor
- Carlos Briolotti
- Adrián Otero
- Iván Noble

## Comentarios
Fernando Martín Peña en Film escribió:

«Perrone logra que lo cotidiano llegue realmente  (al)…cine argentino.»

Diego Lerer en Clarín dijo:

«…otra pequeña historia sin historia, armada con base en planos secuencias peculiarmente encuadrados.»

Diego Batle en La Nación opinó:

«Diálogos banales, situaciones aparentemente intrascendentes…compilación de viñetas costumbristas matizadas con miradas, largos silencios y gestos que no intentan ocultar errores ni tienen ambiciones desmedidas.»

Aníbal Vinelli en Clarín dijo:

«La cruda realidad y el cine en crudo…las buenas intenciones tropiezan con el relato…una narrativa que avanza a los tropezones y actuaciones que van de lo espontáneo y amateur hasta otras más logradas. Baste decir que no hay engaños y mentiras, pero todavía no alcanza.»

Manrupe y Portela escriben:

«…abundan la cámara en mano, la voluntaria desprolijidad en el montaje y el sonido.»